# Simona Richter
Simona Marcela Richter (* 27. März 1972 in Reșița) ist eine ehemalige rumänische Judoka. Sie trat normalerweise im Halbschwergewicht (bis 72 kg, ab 1998 bis 78 kg) an. Sie gewann eine olympische Bronzemedaille.

## Sportliche Karriere
Richter war 1990 Dritte der Junioreneuropameisterschaften. 1992 erreichte sie bei den Europameisterschaften in Paris das Finale der offenen Klasse, das sie gegen die Niederländerin Angelique Seriese verlor. Bei den Olympischen Spielen 1992 in Barcelona verlor sie ihren ersten Kampf gegen die Niederländerin Irene de Kok, in der Hoffnungsrunde schied sie gegen die Französin Laetitia Meignan aus.
1993 gewann Richter den ersten ihrer insgesamt 14 Landesmeistertitel. Bei den Europameisterschaften 1993 belegte sie den fünften Platz, nachdem sie im Kampf um Bronze der Britin Kate Howey unterlegen war. 1994 platzierte sie sich auf dem siebten Rang. 1995 belegte sie im Halbschwergewicht den fünften Platz, erneut verlor sie den Kampf um Bronze gegen Kate Howey. Im Finale der offenen Klasse unterlag sie wie 1992 gegen Angelique Seriese. 1996 gewann sie die Bronzemedaille in der offenen Klasse. Bei den Olympischen Spielen 1996 unterlag sie der Ukrainerin Tetjana Beljajewa, in der Hoffnungsrunde schied sie gegen die Italienerin Ylenia Scapin aus. 
1997 belegte Richter bei den Europameisterschaften sowohl im Halbschwergewicht als auch in der offenen Klasse den fünften Platz. Bei den Weltmeisterschaften in Paris erreichte sie im Halbschwergewicht den siebten Platz. 1999 wurde Richter Fünfte im Halbschwergewicht bei den Europameisterschaften. Bei der Sommer-Universiade 1999 erreichte sie das Finale und unterlag dort der Französin Céline Lebrun. Auch im Jahr 2000 wurde Richter Fünfte der Europameisterschaften. Bei den Olympischen Spielen 2000 unterlag sie in ihrem zweiten Kampf der Kubanerin Diadenis Luna. In der Hoffnungsrunde gewann sie gegen die US-Amerikanerin Amy Tong, die Südkoreanerin Lee So-yeon und die Belgierin Heidi Rakels und erhielt die Bronzemedaille.
2002 beendete Simona Richter ihre aktive Laufbahn und wurde Judotrainerin. Sie war viele Jahre rumänische Nationaltrainerin.

## Landesmeistertitel
- Halbschwergewicht: 1993, 1994, 1995, 1996, 1997, 1999, 2000, 2001, 2002
- Offene Klasse: 1995, 1996, 2000, 2001, 2002